# Romell Glave
Romell Glave (11 novembre 1999) è un velocista britannico.

## Biografia
È cresciuto a Manchester, in Giamaica. In gioventù è stato un appassionato di calcio, cricket e velocità. Ha dichiarato di voler dare priorità allo sprint osservando Usain Bolt nel 2008. Si è trasferito nel Regno Unito nel 2015, per vivere a South Norwood, nel distretto londinese di Croydon. Ha iniziato a frequentare il club di atletica Croydon Harries nel gennaio 2016. Nello stesso anno ha vinto l'oro under 17 nei 200 m ai campionati scolastici inglesi, prima di vincere i 100 m e i 200 m ai campionati del Sud dell'Inghilterra.
Nel 2017 ha vinto i 100 e i 200 m ai campionati inglesi U20. 
A causa di un infortunio, ha dovuto sospendere l'attività agonistica per un lungo periodo, tornando a correre i 100 m nell'agosto 2019 con i tempo di 10,61. Ha anche subito una frattura alla schiena che ha ostacolato la sua ripresa.
Nell'agosto 2023 ha corso il suo miglior tempo personale di 10"04 e 10"06 a Londra. Nel settembre 2023 ha migliorato il personale a 10"02.
Nell'aprile 2024 è stato convocato dalla nazionale britannica al World Athletics Relays di Nassau 2024.
Agli europei di Roma 2024 ha vinto la medaglia di bronzo nei 100 m, concludendo alle spalle degli italiani Marcell Jacobs e  Chituru Ali.

## Palmarès
| Anno | Manifestazione | Sede      | Evento      | Risultato | Prestazione | Note |
| ---- | -------------- | --------- | ----------- | --------- | ----------- | ---- |
| 2024 | Europei        | Roma      | 100 m piani | Bronzo    | 10"06       |      |
| 2024 | Europei        | Roma      | 4×100 m     | Batteria  | 39"60       |      |
| 2025 | World Relays   | Guangzhou | 4x100 m     | Finale    | dnf         |      |

## Campionati nazionali
2017
- Oro ai campionati inglesi under-20, 100 m piani - 10"21

2020
- Eliminato in semifinale nei campionati inglesi indoor, 60 m piani - 6"75

2023
- Eliminato in semifinale ai campionati inglesi, 100 m piani - 10"37

## Altre competizioni internazionali
2019
- Eliminato in batteria al British Grand Prix ( Birmingham), 100 m piani - 10"42